# Еммі Браун

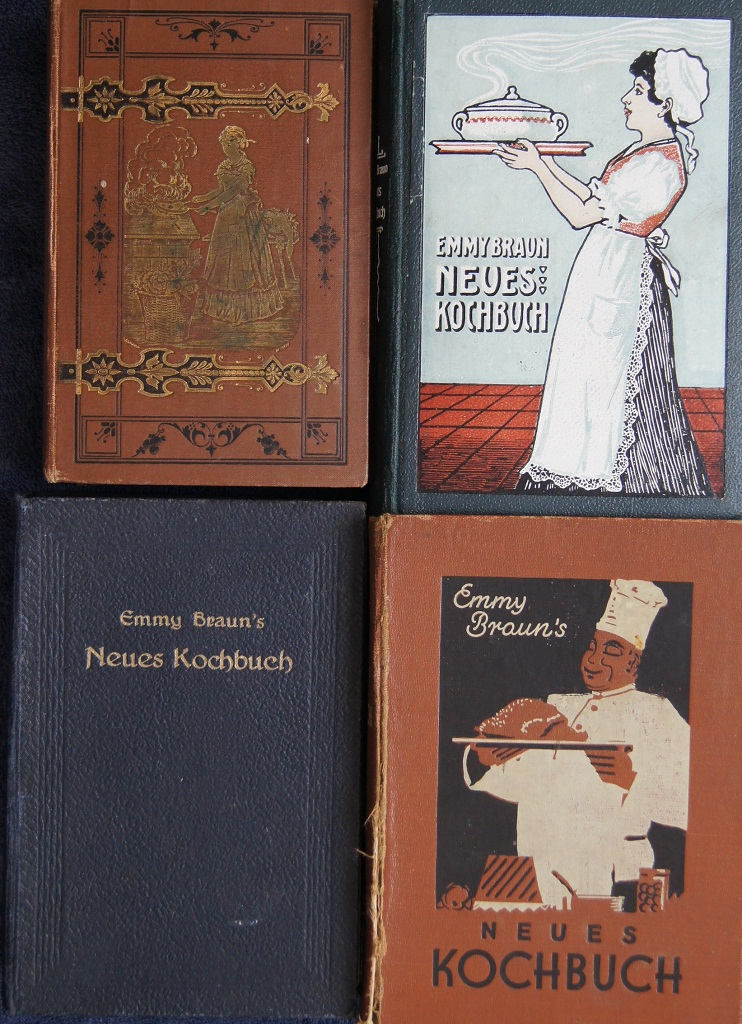
1-е, 12-е, 17-е і 18-е видання «Нової кулінарної книги».

Еммі Браун (нім. Emmy Braun), справжнє ім'я — Іда Луїза Якобс, уроджена Ліхтенбергер (нім. Ida Luise Jacob (Lichtenberger); 25 травня 1826, Цвайбрюккен — 4 квітня 1904, Цвайбрюккен) — німецька письменниця, авторка популярної кулінарної книги «Нова пфальцька кулінарна книга традиційної та вишуканої кухні» (нім. Neues pfälzisches Kochbuch für bürgerliche und feine Küch), також відомої просто як «Нова кулінарна книга» (нім. Neues Kochbuch).

## Біографія
Батьком Луїзи був цвайбрюкенський купець Карл Філіп Ліхтенбергер, який разом зі своїм двоюрідним братом Філіпом Маркусом Ліхтенбергером із Рейншанце (з 1843 року — Людвігсгафен) був дуже відданий будівництву першої Пфальцької залізниці. Поет Оскар фон Редвіц (1823–1891) у своєму автобіографічному романі «Герман Штарк, Німецьке життя» (1868) присвятив їй, своїй коханій дитинства, розділ «Луїза в Оріельській кімнаті».
В 1845 році вона вийшла заміж за свого троюрідного брата, лікаря і політика Франца Карла Якоба (1818–1895). У Кайзерслаутерні у подружжя народилося двоє синів і дві дочки. У 1865 році Якоб був призначений в земельну раду Пфальцу і негайно обраний секретарем, а з 1873 по 1882 рік він був президентом ради.
Під час Французько-прусської війни Луїза Якоб та її дочки працювали в шпиталі, де доглядали за пораненими та хворими солдатами.
Якоби почали писати під час курортного відпочинку в Канштатті (район Штутгарта), який тривав кілька років. Незрівнянно більш відомою, ніж обширні наукові трактати Франца Карла, була єдина робота його дружини, яка стала найуспішнішим автором кулінарних книг у Пфальці під псевдонімом «Еммі Браун». Її «Нова пфальцька кулінарна книга традиційної та вишуканої кухні» мала 11 видань і була найбільш продаваною книгою у Пфальці на рубежі XX століття. ЇЇ перевершила лише «Всесвітня історія Пельціша» Пауля Мюнха. В США за «Новою кулінарною книгою» готували в багатьох сім'ях пфальцьких емігрантів. Багато примірників, які все ще доступні в антикварних магазинах або на онлайн-аукціонах, показують, що книги активно використовувалися та коментувалися. Багато сімей передають свою «Нову кулінарну книгу» з покоління в покоління.
Луїза Якоб також стала відомою завдяки своїй вишивці, яка була показана і нагороджена на Всесвітній виставці 1893 року в Чикаго та на художніх виставках.
Надгробки її бабусі та дідуся Адама Якоба та Елізабет, уроджений Шерер, занесені до списку історичних пам’яток.

## Нагороди
- Хрест «За заслуги» для жінок та дівчат (Прусське королівство)
- Пам'ятна військова медаль за кампанію 1870-71
- Хрест Заслуг за роки 1870/71 (Баварське королівство)
- Численні медалі та почесні грамоти за вишивку

## Вшанування пам'яті
В Оберауербасі (район Цвайбрюккена) є вулиця Еммі Браун (нім. Emmy-Braun-Straße).